# Berge Stahl
«Berge Stahl» — найбільше (до 2011) вантажне судно у світі, головне призначення — перевезення залізної руди. Зареєстроване в Дугласі, острів Мен. 
Судно має дедвейт 364 767 тонн, було спущене на воду 1986 року, побудоване компанією Hyundai Heavy Industries. Berge Stahl має довжину 343 метри та 65 метрів у ширину, глибина посадки становить 23 метри.
Приводиться в рух дизельним двигуном Hyundai B&W 7L90MCE висотою 9 метрів, що обертає єдиний гвинт діаметром 9 метрів, та розвиває потужність 27 610 кінських сил (20,59 MW), максимальна швидкість — 25 км/год, кермо висотою 9 метрів.
Знаходиться у власності Сингапурської компанії BW Group.
Через свої розміри, Berge Stahl, будучи заповненим, може заходити лише в два порти у світі, отримуючи руду в Terminal Marítimo de Ponta da Madeira в Бразилії і доставляючи її в Європорт поблизу Роттердама в Нідерландах. Навіть у цих портах захід човна має збігатися з припливами, аби не посадити його на мілину. Berge Stahl проходить цим маршрутом приблизно 10 разів на рік, або одне коло за 5 тижнів. У вересні 2006 човен доставив руду в порт Majishan, Китай, де його було поставлено в сухий док та проведено профілактичний огляд. На зворотному шляху в Роттердам, човен було частково навантажено рудою в Демп'єрі Західна Австралія та в Салдана Бей у Південній Африці (де максимальна дозволена глибина становить 21 метр).

### Фото
- MS Berge Stahl in port